# Ярославец Я-250
Ярославец Я-250 — российский колёсный трактор с классической ломающейся рамой. Используется для проведения работ в сельском хозяйстве (пахота, вспашка культивация), строительстве (земляные работы, возведение дорог), лесном, промышленности (перемещение грузов, обслуживание территорий), коммунальными хозяйствами.

## История
В 2022 году на базе промышленного предприятия началось производство тракторов марки «Ярославец Я-250», представляющих собой модернизированную версию легендарного трактора Т-150. Основная цель заключалась в создании универсальной сельскохозяйственной машины, отвечающей современным требованиям по производительности, надежности и экономичности, оснащенной мощным двигателем от Ярославского моторного завода.

## Этапы производства
- Раскрой металла: используются станки лазерного раскроя.
- Гибка металла: применяются гибочные станки для создания форм металлических деталей.
- Сварка: полуавтоматические сварочные аппараты для выполнения сварочных швов в среде защитных газов.
- Изготовление пластиковых комплектующих: цех по производству пластиковых деталей.
- Сборка жгутов электропроводки: участок сборки жгутов.
- Пошив: пошивочный цех занимается производством элементов интерьера и других текстильных изделий.
- Очистка металла: лазерные и дробь-пескоструйные установки применяются для очистки металлических поверхностей перед покраской.
- Покраска: покрасочные и сушильные камеры наносят покрытие, включая порошковую краску и двухкомпонентные полимерные эмали.
- Обработка деталей: для изготовления корпусных деталей используется фрезерование на ЧПУ с обрабатывающими центрами.
- Термическая обработка: комплектующие проходят термическую обработку в специализированном цехе.
- Сборочные и обкаточные стенды: происходит финальная сборка узлов и проверка их работы.
- Испытания на полигоне.

## Технические характеристики
Трактор «Ярославец» Я-250 оснащен дизельным двигателем ЯМЗ-236М2 или ЯМЗ-238М2, который развивает мощность от 132 кВт (180 л. с.) до 184 кВт (240 л. с.). Объём двигателя составляет от 11,15 л до 14,86 л, количество цилиндров — 6 или 8. Двигатель имеет систему турбонаддува и водяное охлаждение.
Трактор комплектуется механической коробкой передач с 12 передачами переднего хода и 4 передачами заднего хода. Ходовая часть включает в себя четыре ведущих колеса с шинами низкого давления и радиальной или диагональной конструкции. Колесная формула — 4×4.
Гидравлическая система трактора обеспечивает управление коробкой передач, навесным оборудованием и рулевым управлением. Она оснащена шестеренными насосами и распределителями, а рабочее давление составляет 10-12 кгс/см².
Кабина трактора двухместная, шумо- и теплоизолированная, с кондиционером, отопителем и аудиосистемой. Сиденье оператора регулируется и оборудовано ремнем безопасности. Для улучшения видимости предусмотрено панорамное остекление.

## Модификации
Трактор «Ярославец» Я-250 выпускается в трех основных модификациях:

#### 1. Бульдозер колёсный ЯРОСЛАВЕЦ 240 л. с.
Оснащен двигателем ЯМЗ-238М2 мощностью 240 л. с. Кабина трактора современная, с центральным расположением водительского кресла и боковым откидным сиденьем. Гидравлическая система включает насос производительностью 100 л/мин и 4 пары гидровыводов. Навесное оборудование представлено задней навеской повышенной грузоподъёмности и возможностью установки передней навески по запросу. Дополнительно могут быть установлены сдвоенные шины, передний бульдозерный отвал, задний грейдерный отвал, трамбовщик силоса и арочные шины.

#### 2. Бульдозер колёсный ЯРОСЛАВЕЦ 180 л. с.
Оборудован двигателем ЯМЗ-236М2 мощностью 180 л. с. Остальные технические характеристики аналогичны модели с 240 л. с.

#### 3. Бульдозер с развёрнутой кабиной ЯРОСЛАВЕЦ.
Оснащен двигателем ЯМЗ-238М2 мощностью 240 л. с. Особенностью этой модели является развернутая кабина, которая обеспечивает улучшенный обзор и комфорт для оператора. Навесное оборудование включает передний бульдозерный отвал шириной до 3 метров и задний грейдерный отвал с рабочей шириной до 3 метров и углом поворота до 45 градусов.

## Применение различных модификаций в сельском хозяйстве и промышленности

#### Бульдозер колёсный ЯРОСЛАВЕЦ 180 л. с.
- Сельское хозяйство: Эффективен для средних и лёгких полевых работ, таких как обработка почвы, посев и уход за посевами.
- Промышленность: применим в задачах, не требующих высокой мощности, например, в коммунальных службах.

#### Бульдозер колёсный ЯРОСЛАВЕЦ 240 л. с.
- Сельское хозяйство: подходит для тяжёлых полевых работ, таких как вспашка, культивация, посев и транспортировка.
- Промышленность: может использоваться для транспортировки материалов и привода стационарных машин.

#### Бульдозер с развёрнутой кабиной ЯРОСЛАВЕЦ
- Сельское хозяйство: используется для планировки земельных участков, создания ирригационных систем и подготовки почвы.
- Промышленность: применяется в сфере энергетики, а также в строительстве, дорожных работах и ландшафтном дизайне для перемещения грунта и выравнивания поверхностей.